# ایجی تاکادا
ایجی تاکادا (انگلیسی: Eiji Takada؛ زادهٔ ۲۱ اکتبر ۱۹۷۴) بازیکن فوتبال اهل ژاپن است.
از باشگاه‌هایی که در آن بازی کرده‌است می‌توان به باشگاه فوتبال کاوازاکی فرونتال و باشگاه فوتبال آلبیرکس نیگاتا اشاره کرد.